# Pseudopecoelus bakeri
Pseudopecoelus bakeri är en plattmaskart. Pseudopecoelus bakeri ingår i släktet Pseudopecoelus och familjen Opecoelidae. Inga underarter finns listade i Catalogue of Life.